# Winne (Narnia)
Winne (Engels: Hwin) is een personage uit Het paard en de jongen en Het laatste gevecht van De Kronieken van Narnia door C.S. Lewis.
Winne is een sprekend paard, dat door de Calormeners is ontvoerd uit Narnia. Zij laat aan de Calormeners niet merken dat zij een sprekend paard is. Winne is een bescheiden merrie, die zich wat verlegen voelt in de omgeving van een strijdros als Brie.

## Het paard en de jongen
Winne is hierin het paard van Aravis, die op de vlucht is, omdat ze is uitgehuwelijkt. Eigenlijk wil Aravis zelfmoord plegen, maar Winne voorkomt dat. Ze besluiten samen naar Narnia te vluchten.
Onderweg komen ze Brie en Shasta tegen, die ook op de vlucht zijn. Brie hoort Winne praten en informeert of haar hetzelfde is overkomen als hem. Samen besluiten ze verder te vluchten.
Ze reizen door Tashbaan en Woestijn. Het laatste stuk moeten ze zich haasten, omdat ze het leger van Rabadash moeten voorblijven. Aravis, die op de rug van Winne zit, raakt op het laatste stuk gewond door een leeuw.
Een dag later staan ze bij de kluizenaar, waar ze verblijven, te praten, en komt Aslan bij hen. Winne loopt, anders dan Brie, gelijk op Aslan af. Deze prijst haar voor haar wijsheid en trouw.
Later worden ze uitgenodigd door Lune, de koning van Archenland. Deze spreekt beleefd tegen Winne, en informeert naar hun familie, iets wat zij en Brie niet gewend zijn. Samen gaan ze in Narnia wonen, maar ze trouwen niet met elkaar. Ze komen nog geregeld op bezoek in Archenland.

## Het laatste gevecht
Hier is Winne in de tuin, in het nieuwe Narnia, samen met alle andere helden uit Narnia.